# Rivaliteten mellan Liverpool FC och Manchester United
Derbyt mellan Liverpool FC och Manchester United FC är en högriskmatch mellan de två engelska fotbollsklubbarna Liverpool FC och Manchester United FC. Det anses vara ett av de största derbyna i fotbollsvärlden tillsammans med Superclásico i Sydamerika, El Clásico i Spanien, Old Firm derbyt i Skottland och Derby di Milano i Italien. Spelare, fans och media brukar ofta betrakta matchen mellan de två klubbarna som lagens största derby, tillsammans med deras egna lokala derbyn med Everton FC och Manchester City FC.
Rivaliteten har drivits av närheten av de två stora städerna som de representerar, deras historiska ekonomiska och industriella rivalitet, betydande perioder av inhemsk fotbollsdominans och europeisk framgång, och deras popularitet hemma och utomlands, som två av de rikaste och mest populära stötta fotbollsklubbarna i världen. De två klubbarna är de mest framgångsrika engelska lagen i både inhemska och europeiska tävlingar; och tillsammans har de vunnit 39 ligatitlar/Premier league, 8 europeiska cuper, 3 Uefa Europa League, 4 UEFA Super Cup, 19 FA-cupen, 12 Engelska ligacupen, Två FIFA Club World Cup, en Interkontinentala cupen och 36 FA Community Shield.